# Toejam & Earl III: Mission to Earth
ToeJam & Earl III: Mission to Earth är ett datorspel som släpptes till Xbox i oktober 2002 i USA och i mars 2003 i Europa. Spelet var planerat att släppas till Nintendo 64 och Dreamcast, men dessa versioner lades ned.

## Handling
Spelet handlar om trion ToeJam (DJTJ), Earl (Big Earl) och Latisha som skall åka till jorden för att hämta Da Mans stulna skivor. Anifunk stör Funken och måste besegras. Till sin hjälp har man Santa Funk och andra mer eller mindre mystiska personer, till exempel "The Wise man in the carrot-suit".
Man lär sig att använda FunkFu, Funkrythm m.m.